# 佐々木一雄
佐々木 一雄（ささき かずお、1921年5月1日 - 1998年4月18日）は、日本の経営者。日本ペイント社長を務めた。愛媛県出身。

## 経歴
1940年に大阪市立東第二商業高等学校を卒業し、1943年1月に日本ペイントに入社。1973年6月に取締役に就任し、1975年7月に常務、1978年7月に専務を経て、1981年11月に副社長に就任し、1987年7月には社長に昇格。1991年6月に会長を経て、1996年6月には取締役相談役に就任。
1989年11月に藍綬褒章を受章。
1998年4月18日敗血症のために死去。76歳没。